# Ungarische Badminton-Mannschaftsmeisterschaft 2002
Die Ungarische Badminton-Mannschaftsmeisterschaft 2002 war die 34. Auflage des Teamwettstreits in Ungarn. Es wurde ein Wettbewerb für gemischte Mannschaften ausgetragen. Meister wurde das Team von Debreceni TC-DSI.

## Endstand
| Platz | Mannschaft |
| ----- | --- |
| 1.    | Debreceni TC-DSI (Levente Csiszér, Ákos Károlyi, Attila Kaposi, Henrik Tóth, Tamás Hódos, Teofil Tóth, Richárd Bánhidi, Csilla Fórián, Zsuzsa Kovács, Zsuzsa Czifra, Zsófia Kovács, Orsolya Varga) |
| 2.    | BEAC |
| 3.    | Rosco SE |
| 4.    | Hajdúszoboszlói Pedagógus Fáklya SE |